# The Best of Yes
A The Best of Yes a Yes 2000-es válogatáslemeze.

## Számok listája
1. No Opportunity Necessary, No Experience Needed – 4:47
2. America – 10:31
3. Heart of Sunrise – 10:34
4. And You And I – 10:09
5. Siberian Khatru – 8:57
6. Sound Chaser – 9:25
7. On the Silent Wings of Freedom – 7:47
8. Into the Lens – 8:31
9. Owner of A Lonely Heart – 4:27
10. Love Will Find A Way – 4:48

## Közreműködő zenészek
- Jon Anderson – ének (1-7, 9-10)
- Chris Squire – basszusgitár, ének
- Tony Kaye – billentyűs hangszerek (1, 9-10)
- Alan White – dob (6-10)
- Steve Howe – gitár (2-8)
- Trevor Rabin – gitár, ének (9-10)
- Trevor Horn – ének (8)
- Peter Banks – gitár (1)
- Rick Wakeman – billentyűs hangszerek (2-5, 7)
- Geoff Downes – billentyűs hangszerek (8)
- Patrick Moraz – billentyűs hangszerek (6)
- Bill Bruford – dob 1-5

## Külső hivatkozások
- Best of Yes a Yes hivatalos oldalán